# Badd-Dschaqaman-Museum
Das Badd-Dschaqaman-Museum (arabisch متحف بد جقمان, DMG Matḥaf Badd Ǧaqamān, auch Al-Badd-Museum genannt) ist ein Museum in der Stadt Bethlehem im Westjordanland, das der Herstellung und Verwendung von Olivenöl gewidmet ist.

## Gebäude
Das Olivenölmuseum liegt in der Altstadt von Bethlehem in der Fawagreh-Straße, einer Querstraße der Sternstraße. Es ist in einem historischen Gebäude aus dem 18.–19. Jahrhundert untergebracht, bei dem Räume unterschiedlicher Funktion um einen Innenhof herum angeordnet sind. Zur Vorbereitung auf das Jubeljahr 2000 wurde das Gebäude 1998 bis 2000 renoviert, eine weitere Renovierung erfolgte 2014.

## Name
„Badd“ ist eine arabische Bezeichnung für eine traditionelle Ölmühle. Dschaqaman heißt die Familie, der das Museumsgebäude gehört und die früher selbst eine solche Ölmühle betrieben hat.

## Exponate
Die ethnographischen und archäologischen Exponate zeigen den Prozess der Olivenölherstellung sowie die Aufbewahrung von Olivenöl und seine Verwendung unter anderem für Lampen, als Medikament, Lebensmittel, Seife und Kosmetika.
Ein herausgehobenes Exponat ist die namensgebende Ölmühle, bestehend aus einem steinernen Unterbau mit Vertiefung und einem in diesem rundlaufenden Mühlstein, der von einem um die Mühle laufenden Esel oder Maultier bewegt wurde. Durch den Mühlstein wurden die Oliven zu einer Paste zerdrückt, aus der dann das Öl extrahiert werden konnte.